# La Seule Histoire
La Seule Histoire (The Only Story), publié en 2018, est un roman de l'écrivain anglais Julian Barnes.

## Résumé
Le texte se présente comme l'autobiographie d'un homme âgé, né vers 1945-1950, revenant sur la seule histoire de toute vie humaine, la relation, en durée et intensité, d'un individu masculin, avec une femme unique, qui n'éclipse pas les autres, mais conditionne toute une vie.
Un jeune homme de 19 ans, Paul, de classe moyenne, insouciant, après une année universitaire, en congé d'été pour trois mois, disponible, se voit offrir par ses parents une inscription à un club de tennis, coté et conservateur. Par tirage au sort, sans préméditation, il se retrouve en duo avec une femme mariée, de 48 ans, Susan MacLeod.
Comme ils maintiennent ce duo de tennis, il lui propose de la raccompagner en voiture. Il se met à fréquenter quelque peu la famille MacLeod. Susan offre à Paul un fonds de cavale de 500 livres. Malgré leur extrême discrétion, la réprobation est familiale, sociale, jusqu'à l'exclusion assez rapide du club de tennis.
Leur histoire dure un à deux ans, dans les années 1970, malgré les difficultés dans les deux familles et à l'université.
Puis le propre fonds de cavale de Susan, de son fait, finance leur installation dans une petite maison à Londres.
Quatre ou cinq ans de vie amoureuse, avec les amis de Paul, sont suivis de quatre ou cinq ans de vie difficile, entre le travail de Paul (en cabinet d'avocat) et les dérives de Usan (alcool, mémoire, comportement).
La troisième partie, encore moins ironique (famille, religion, politique, société) revient sur les aménagements (d'avant séparation) : temps partiel, secrétariat administratif, efficacité appréciée d'organisation entraînant des missions à l'étranger, placements de Susan en hôpital spécialisé ou non…

## Personnages
- Susan MacLeod, 48 ans,
  - Gordon MacLeod, petit gros, Mister E.P. (Elephant Pants), fonctionnaire, du même club de golf que le père de Paul,
    - Jack, qui appréciait beaucoup sa belle-fille Susan, qui a accompagné son cancer de fin de vie,

  - Marthe et Clara, leurs filles, à peine plus âgées que Paul,
  - Joan, l'amie de Susan, et sœur de Gérald,
  - Gérald, frère décédé de Joan, et fiancé de Susan, pilote,
  - Philipp et Alex, deux frères de Susan,
- Paul Casey, 19 ans, le jeune homme qui sert de chauffeur, un ami de Martha, une sorte de protégé de Gordon, narrateur,
  - Andy, père
  - Bets, mère,
  - Eric, Ian, Barney, Sam, les Petits Minets, amis d'université,
  - Laura, Anna, Maria, Kimberly, amies tardives de Paul,
- Maurice, et quelques silhouettes...